# Kronärtskocksblomfluga
Kronärtskocksblomfluga (Cheilosia vulpina) är en tvåvingeart som först beskrevs av Johann Wilhelm Meigen 1822.  Kronärtskocksblomfluga ingår i släktet örtblomflugor, och familjen blomflugor. Arten har ej påträffats i Sverige. Inga underarter finns listade i Catalogue of Life.